# Gmina Paszowice
Gmina Paszowice je polská vesnická gmina v okrese Jawor v Dolnoslezském vojvodství. Sídlem gminy je ves Paszowice.
Gmina má rozlohu 101,28 km² a zabírá 17,35 % rozlohy okresu. Skládá se z 12 starostenství.

## Části gminy
- Bolkowice
- Grobla
- Jakuszowa
- Kłonice
- Kwietniki
- Myślibórz
- Nowa Wieś Wielka
- Paszowice
- Pogwizdów
- Sokola
- Wiadrów
- Zębowice

## Sousední gminy
Bolków, Dobromierz, Jawor, Męcinka, Mściwojów